# Amerykańskie Stonehenge

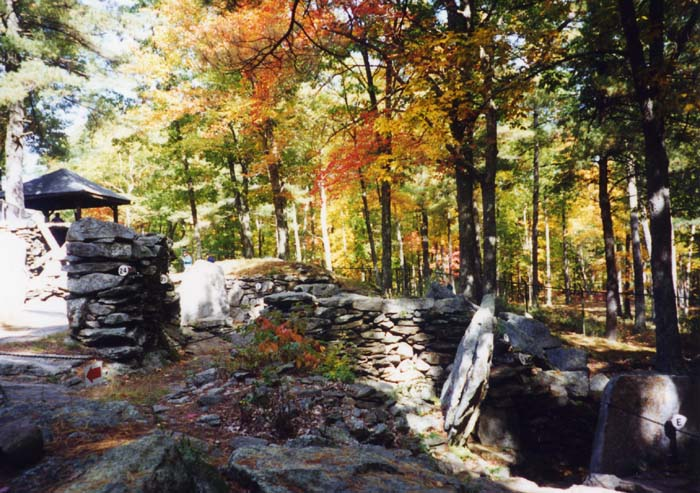
Fragment Amerykańskiego Stonehenge

Amerykańskie Stonehenge – stanowisko archeologiczne w pobliżu miasta Salem na północnym wschodzie Stanów Zjednoczonych, gdzie na powierzchni 120 000 m² rozsiane są liczne głazy i kamienne struktury. Obecnie jest ono częścią terenów rekreacyjnych i atrakcją turystyczną, popularną zwłaszcza wśród wyznawców ideologii New Age. Zdaniem zwolenników teorii pseudohistorycznych jest to pozostałość po starożytnej celtyckiej kolonizacji Nowego Świata.
Dokładna data powstania i przeznaczenie tego miejsca nie są jasne, ale istnieje na ten temat kilka hipotez. Jedna z nich mówi, że używali go XVIII i XIX-wieczni miejscowi farmerzy, a kamienne struktury wzniósł w latach 30. XX wieku William Goodwin. Bardziej kontrowersyjna teoria wskazuje na prekolumbijskie pochodzenie lub po prostu XX-wieczne oszustwo.
Kiedy w 1937 roku okoliczną ziemię kupił William Goodwin nadał jej nazwę Mystery Hill. Określenie to funkcjonowało do 1982 roku, kiedy to przemianowano je na „Amerykańskie Stonehenge”. Pojęcie to pojawiło się po raz pierwszy w jednej z gazet na początku lat 60. XX wieku i miało sugerować starożytne pochodzenie tego miejsca. Jednakże poza nazwą nawiązującą do angielskiego Stonehenge, nie ma między nimi żadnych związków kulturowych.

## Historia
Pierwsza wzmianka o Amerykańskim Stonehenge pojawiła się w 1907 roku w książce Edgara Gilberta, History of Salem. Trudno jednak ustalić faktyczną historię tego miejsca, częściowo z powodu Williama Goodwina, który był przekonany, że jest ono dowodem na obecność irlandzkich mnichów w Ameryce, którzy przybyli tam na długo przed Kolumbem. Kiedy więc w wyniku działalności pobliskiego kamieniołomu wiele kamieni zostało poprzestawianych, Goodwin postanowił ustawić je (jak sądził) z powrotem na miejsce. Prawdopodobnie ich obecne ułożenie jest w dużej mierze wynikiem jego działalności.

## Teorie
Wśród wielu niezweryfikowanych teorii dominują takie, które mówią, że to starożytne obserwatorium astronomiczne wzniesione przez nieznaną prekolumbijską cywilizację. Pseudoarcheolodzy oraz zwolennicy tych poglądów twierdzą, że istnieje podobieństwo pomiędzy ruinami i architekturą fenicką, a niektóre kamienie pokryte są jakimś starożytnym pismem wywodzącym się ze Starego Świata. Barry Fell, biolog morski z Uniwersytetu Harvarda amatorsko zajmujący się epigrafiką stwierdził, że napisy wywodzą się z pisma ogamicznego fenickiego i iberyjskiego.
Jednakże profesor archeologii Curtis Russels uznał za mało wiarygodne teorie o europejskim, a w szczególności celtyckim pochodzeniu obiektów, gdyż jak zauważył nie mają one żadnego związku z epoką brązu. Ponadto archeolodzy na podstawie odnalezionych artefaktów doszli do wniosku, że kamienie z różnych powodów były ustawiane przez miejscowych farmerów w XVIII i XIX wieku. Przykładowo bardzo dyskusyjny „kamień ofiarny” zawierający wyżłobione bruzdy, którymi miała spływać krew, przypomina inne tego typu kamienie znajdowane na starych farmach, które w rzeczywistości służyły do wypłukiwania ługu z popiołu. Ten zaś był wykorzystywany w produkcji mydła. W trakcie przeprowadzonych w latach 50. XX wieku wykopalisk archeologicznych pod kierownictwem Gary’ego Vesceliusa odkryto ponad 7000 różnych artefaktów. Były to kamienne narzędzia typowe dla kultur prekolumbijskich oraz wyroby kolonialne z XVIII i XIX wieku, głównie ceramika. Nie odnaleziono natomiast żadnych przedmiotów mogących się wiązać z rzekomym osadnictwem celtyckim.
Datowanie radiowęglowe palenisk wskazało na okres od 2000 roku p.n.e. do 173 n.e. Wynika to z tego, że badany obszar był dawniej zamieszkany przez rdzenną ludność Ameryki. Dodatkowym dowodem na to jest odkrycie w 1982 roku przez Davida Stewarta-Smitha i jego zespół, setek opiłków i odłamków kamienia pod jednym z megalitów, które wskazywały na indiański warsztat wyrobu narzędzi.